# Looshaus

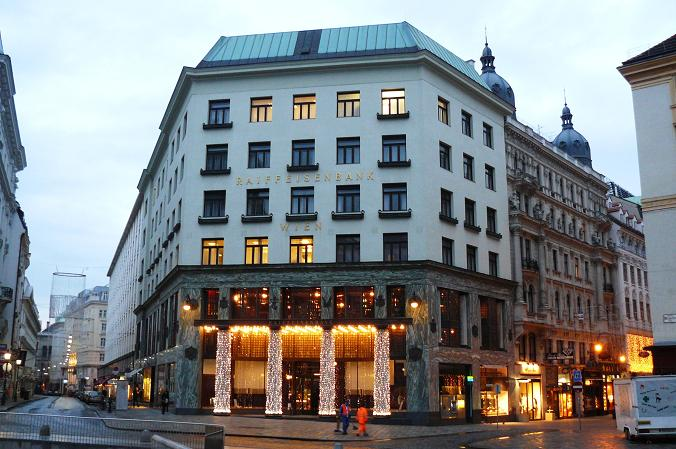
Looshaus w dekoracjach świątecznych

Looshaus – kamienica w Wiedniu, zaprojektowana przez jednego z najważniejszych architektów wczesnego modernizmu – Adolfa Loosa. Dom ten spina trendy secesyjne, historyczne z nadchodzącymi dopiero ideami modernistycznymi. Adolf Loos był później jednym z najbardziej purystycznych wyznawców modernizmu, co zapowiadał już Looshaus.
Obiekt powstał w 1909 przy Michaelplatz, w samym sercu zabytkowego Wiednia, przy samym wjeździe do zespołu pałacowego Hofburg. Zleceniodawcą był wiedeński kupiec Leopold Goldmann, który planował otwarcie tutaj filii swojego domu towarowego – Goldman & Salatsch. Kamienicę budowało przedsiębiorstwo Pittel + Brausewetter pod kierownictwem Ernsta Epsteina. Budowie przyglądali się licznie wiedeńczycy, w tym cesarz Franciszek Józef I, który był w szerokim gronie krytyków projektu.
W 1944 budynek uległ niewielkim zniszczeniom podczas bombardowania. Od 1947 jest chroniony, jako zabytek architektury. W 1987 obiekt zakupiło przedsiębiorstwo Raiffeisen i generalnie go wyremontowała, z zachowaniem cech stylowych.